# Ellina Zvereva
Ellina Zvereva (Dolgoprudny, 16 de novembro de 1960) é uma atleta campeã olímpica e mundial bielorrussa especializada no lançamento de disco.
Foi campeã mundial em Gotemburgo 1995 e repetiu o título seis anos mais tarde, em Edmonton 2001, aos 40 anos, onde ficou com a segunda colocação na prova mas herdou a medalha de ouro após a desclassificação da russa Natalya Sadova, por testes positivos para cafeína.
Competidora em cinco Jogos Olímpicos, sua estreia se deu em Seul 1988 ainda representando a União Soviética, onde ficou com um quinto lugar. Depois de uma medalha de bronze em Atlanta 1996, ela não competiu em Barcelona 1992. Nos Jogos Olímpicos de Verão de 2000, em Sydney, conquistou o título olímpico e a medalha de ouro com um lançamento de 68,40 m. Zvereza ainda competiu nos dois Jogos seguintes, já acima dos 40 anos e em Pequim 2008, aos 47 anos de idade, conseguiu o sexto lugar na final da prova, com um lançamento de 60,82 m.
Atleta do FC Dínamo Minsk, na Bielorrússia, a sua melhor marca pessoal é de 71,58 m, conseguida em Leningrado em 1988.